# LUX Fight League
LUX Fight League, of kortweg LUX, is een mixed martial arts-organisatie gevestigd in Mexico, opgericht in 2017 door Joe Mendoza.

## Geschiedenis
LUX Fight League werd op 21 juli 2017 opgericht door de Mexicaanse zakenman Joe Mendoza. Het eerste evenement van de organisator vond op dezelfde datum plaats in Tampico, Tamaulipas. Het tweede LUX-evenement vond plaats op 17 februari 2018 in het Juan de la Barrera Olympisch Gymnasium in Mexico-Stad. In tegenstelling tot het eerste evenement, dat slechts vier gevechten telde, waren er dit keer negen.
Vanwege de Coronapandemie die in maart 2020 uitbrak, werd LUX 009 achter gesloten deuren gehouden in het Showcenter Complex in Monterrey, nadat het oorspronkelijk gepland stond voor 3 april. Het volgende evenement, LUX 010, markeerde echter de terugkeer van toeschouwers, zij het beperkt om virusbesmettingen te voorkomen. Het was het eerste sportevenement in het land sinds het begin van de pandemie dat zijn deuren weer opende voor publiek.
In 2025 kondigde LUX de oprichting aan van "Streamers Smash", een competitie die vechters en streamers samenbrengt en waarvan de winnaar een contract met de organisatie krijgt. Het toernooi met directe uitschakeling bestaat uit acht amateurvechters die een streamer in hun team hebben.